# Valentine de Milan pleurant la mort de son époux
Valentine de Milan pleurant la mort de son époux Louis d’Orléans, assassiné en 1407, par Jean, duc de Bourgogne est un tableau peint par Fleury François Richard vers 1802. Il est exposé au Musée de l'Ermitage à Saint-Pétersbourg. C'est un premier tableau du style troubadour. Il représente Valentine Visconti, femme de Louis Ier d'Orléans.

## Inspiration et travail préparatoire
Fleury Richard s'inspire pour son tableau du gisant de Valentine de Milan, qu'il trouve au musée des monuments français. Il est très frappé par ce tombeau et par la devise de Valentine Rien ne m'est plus ; Plus ne m'est rien.
Il peint ce tableau dans une période de déconvenue amoureuse : « Le triste et douloureux état de mon âme devait influer sans doute sur le choix du premier sujet qui occuperait mes pinceaux »
David, visitant un jour Fleury, se trouva en face d'un autre travail du peintre sur Bonaparte. Son seul commentaire à son sujet fut « Ce n'est pas mal », provoquant le dépit du peintre. Puis, voyant le tableau sur Valentine de Milan, il se serait écrié : « Ça ne ressemble à personne, c’est aussi nouveau d’effet que de couleur ; la figure est charmante et pleine d’expression, et ce rideau vert jeté devant cette fenêtre fait une illusion complète. Voilà mon cher ce qu'il faut terminer, voilà le genre dans lequel vous devez réussir ! »,. 
Ce tableau marque la rupture de Fleury avec le style académique, et le début d'un nouveau genre : le style troubadour. 
Il aborde également un sujet complètement inédit. Il privilégie pour Valentine une pose mélancolique, plutôt qu'une pose démonstrative. 
De nombreuses esquisses et travaux de recherches sont visibles dans ses carnets.

## Description
Fleury Richard explore une nouvelle technique picturale pour « donner aux accessoires tout ce qui pourrait contribuer à la mélancolie du sujet ». Il atténue volontairement la lumière de sa scène à l'aide d'un voile vert, obtenant une transparence particulière avec l'utilisation du vert de Scheele.

## Accueil public et critique
Présenté au Salon de 1802, sous le Consulat, ce tableau eut un énorme succès auprès du public.
Sous la Restauration, le tableau est reproduit en gravure à grande échelle par Auguste Fauchery.

## Histoire du tableau
Les débuts publics du tableau sont mal connus. Il a été exposé lors du Salon officiel de 1802, où il fait forte impression. Il a possiblement été acquis par Armand Jean-Baptiste Maurin, directeur général des vivres de la dix-septième division militaire, car ce tableau se retrouve dans la vente qui suit son décès. Cette vente a lieu à Paris en janvier 1805 et la toile est acquise pour 2605 francs par l'impératrice Joséphine .
Il est inventorié en 1814 sous le numéro 1128 au Château de Malmaison. Après la mort de l'impératrice, la destination du tableau est mal tracée. Il existe deux hypothèses : soit le tableau aurait été vendu au tsar Alexandre Ier en 1815, soit attribué à Eugène de Beauharnais, et envoyé à Munich en 1816. Par la suite, On connaît une « Valentine de Milan » à la  galerie Leuchtenberg en 1825, sans que l'on puisse savoir s'il s'agit de l'original ou d'une copie. Cette toile disparaît ensuite de longues années pour réapparaître en Russie en 1997.
Placée temporairement en 1998 au musée Pouchkine de Moscou, elle est achetée par le Musée de l'Ermitage en 2000. Cette toile porte des étiquettes démontrant qu'il s'agit de la même que celle exposée en 1825 à la galerie Leuchtenberg. Mais il est impossible de savoir si la toile actuelle est l'originale, ou si elle est une répétition autographe commandée par Eugène de Beauharnais
Richard réalise une copie inachevée conservée de nos jours au château de Malmaison.

## Exposition
- 1802 (an X), Paris, Salon, n° 243
- 1867, Rueil-Malmaison, château de Malmaison, n° 52
- Saint-Pétersbourg, Académie des beaux-arts, avec la collection du grand duc Nicolas Maximilianovitch de Leuchtenberg, n° 246
- 2003-2004, Rueil-Malmaison, musée national du château de Malmaison et Bois-Préau, « L’Impératrice et ses peintres »
- 2007, Londres, Somerset House, « France in Russia : empress Josephine's Malmaison collection », n° 7, notice par A. Babin, p. 76.

En 2014, il est exposé au Musée des beaux-arts de Lyon dans le cadre de l'exposition L'invention du Passé. Histoires de cœur et d'épée 1802-1850. Il en est le tableau d'ouverture, largement mis en perspective par des croquis préparatoires de Fleury Richard.

### Sources
- Les croûtes au muséum, Paris, Imprimerie expéditive, an x (1802), 20 p. (lire en ligne), p. 7
- « Valentine de Milan (tableau de Fleury Richard) », Journal de Paris,‎ 1802
- Charles Paul Landon, Annales du Musée et de l’École moderne des beaux-arts, t. IV, Paris, an xi (1803), p. 13-14
- Catalogue des tableaux de Sa Majesté l'impératrice Joséphine, dans la Galerie et Appartemens de son Palais de Malmaison, Paris,, 1811, chap. 191, p. 24
- Fleury Richard, « Autobiographie », Revue du Lyonnais, 2e série, t. 3,‎ 1851, p. 248-249
- Souvenirs du prince Charles de Clary-et-Aldringen : trois mois à Paris lors du mariage de l'empereur Napoléon Ier et de l'archiduchesse Marie-Louise, Paris, Baron de Mitis et le Comte de Pimodan, 1914, p. 290

### Catalogues et ouvrages d'art anciens
- Charles Paul Landon, Annales du Musée et de l'École moderne des beaux-arts, t. 2 : École française moderne, Paris, 1833, p. 112-113planche 62
- J.-B. Dumas, Histoire de l'académie royale des sciences, belles-lettres et arts de Lyon, t. II, Lyon, 1839, chap. IV, p. 109
- (de) J.D. Passavant, Galerie Leuchtenberg : Gemälde-Sammlung Seiner Kaiserl. Hoheit des Herzogs von Leuchtenberg in München, in Umrissen gestochen von Inspector J.N. Muxel, Francfort, 1851, 2e éd., chap. 250
- A. de Lescure, Le château de la Malmaison : histoire, description, catalogue des objets exposés, Paris, 1867, chap. 52, p. 200

### Ouvrages de référence
- Marie-Claude Chaudonneret, Fleury Richard et Pierre Révoil, la peinture troubadour, Paris, Arthena, 1980, 217 p. (BNF 34677529)
- François Pupil, Le style troubadour ou la nostalgie du bon vieux temps, Nancy, Presses universitaires de Nancy, 1985, 560 p. (ISBN 2-86480-173-6, BNF 34836102, lire en ligne), p. 123-125
- Marie-Claude Chaudonneret, La Nouvelle-Orléans, New York, Cincinnati, 1996-1997, p. 62-63
- Marie-Claude Chaudonneret, « Fleury Richard (1777-1852) ou l'évocation d'un passé onirique : à propos de l'acquisition de trois peintures », Revue du Louvre des musées de France, no 2,‎ 2002, p. 74
- Alain Pougetoux, La collection de peintures de l'impératrice Joséphine, Paris, Réunion des Musées nationaux, 2003, 235 p. (ISBN 2-7118-4709-8, BNF 39102272), chap. 191, p. 126
- Sylvie Ramond (dir.), Gérard Bruyère (dir.) et Pierre Vaisse (dir.), Le temps de la peinture : Lyon 1800-1914, Lyon, Fage, 2007, 335 p. (ISBN 978-2-84975-101-5, BNF 41073771), p. 48
- France Nerlich, La peinture française en Allemagne : 1815-1870, vol. 27, Paris, Maison des sciences de l'homme, coll. « Passages », 2010, 548 p. (ISBN 978-2-7351-1252-4, BNF 42387116), p. 30-31
- Patrice Béghain, Une histoire de la peinture à Lyon : de 1482 à nos jours, Lyon, S. Bachès, 2011, 363 p. (ISBN 978-2-35752-084-4, BNF 42506537), p. 130-139
- L'Invention du Passé. Histoires de cœur et d'épée en Europe 1802-1850  (contient un CD-ROM), t. 2, Paris, Musée des Beaux-Arts de Lyon - Hazan, 2014, 320 p. (ISBN 978-2-7541-0760-0, BNF 43829187), p. 106-109